# Jacques Brel is alive and well and living in Paris
Jacques Brel is alive and well and living in Paris is een off-Broadwaymusical die bestaat uit Engelse vertalingen van het werk van de Belgische chansonnier Jacques Brel. De vertalingen werden gemaakt door Mort Shuman en Eric Blau. De show ging op 22 januari 1968 in première in het Village-Gatetheater in New York en beleefde in die stad in de volgende 5 jaar meer dan 2000 opvoeringen. In 1975 werd een filmversie van de musical gemaakt, waaraan Jacques Brel zelf een bescheiden bijdrage leverde. Vanaf het voorjaar van 2006 loopt een nieuwe versie van de musical opnieuw in New York als Off-Broadwayproductie.
Voor veel Engelstaligen was Jacques Brel is alive and well and living in Paris de eerste kennismaking met het werk van Brel. De show droeg dan ook sterk bij aan zijn naamsbekendheid in Engeland en Amerika.
Niet iedereen was even gecharmeerd van de Broadway-stijl van de musical. Zangeres Liesbeth List zette naar aanleiding van een bezoek aan de show haar laatste twijfels over het zelf vertolken van liederen van Brel opzij: Ik vond die Amerikanen zo verschrikkelijk dat ik dacht: als Amerikanen Brel mogen zingen, dan mag ik het helemaal.